# 龍神橋 (南投縣)
23°46′45″N 120°52′14″E / 23.779103°N 120.870434°E
龍神橋，為臺灣省道台21線上橫跨濁水溪的橋樑，位於陳有蘭溪向北匯入濁水溪處的東側數十公尺，此橋行政區屬南投縣水鄉，連通北側的頂崁村與南側的新山村，全長253公尺，最大淨寬8公尺。

## 簡介
龍神橋最早是吊橋搭建，並開鑿隧道通過，據傳曾是龍脈所在，因此在龍頭處不易開鑿，後來開壇作法才得以使工程順利完成，這座隧道就是龍神洞。日治時期，原來吊橋已荒廢，另建一座橋樑，又之後進入到國民政府時期，原有道路加以改善，龍神橋也就改建成水泥橋。由於龍神橋位置是濁水溪的河道曲流之上，橋之兩側可見山壁有裸露的岩層，其地質屬白冷層，其岩性以砂岩為主。就交通而言，龍神橋正逢地形要塞，凡信義鄉往北之任何地方，得經由該橋進出，若逢颱風造成溪水暴漲而沖斷，信義鄉居民的生活上則會受阻。

## 周邊景點
- 龍神洞
- 蓮因寺
- 永興吊橋
- 新高山登山口碑
- 水蛇窯